# Михайлівка (Могилів-Подільський район)
Миха́йлівка — село в Україні, у Ямпільській міській громаді Могилів-Подільського району Вінницької області.

## Географія
Відстань до центру громади становить 18 км і проходить автошляхом Т 0202. Неподалік від села розташований пункт пропуску на кордоні з Молдовою Михайлівка—Кременчуг.

## Історія
У 1776 році в Михайлівці збудована дерев'яна  Церква Успіння, яку було розібрано у 1846 р. і на її місці збудовано кам'яну, з кам'яною дзвіницею. [Архівовано 5 жовтня 2015 у Wayback Machine.]
З 18.02.1886 р. по травень 1886 р. в с. Михайлівка працював вчителем Михайло Коцюбинський, де зустрів і покохав дзигівську попівну Марію Міхнєвич. [Архівовано 10 квітня 2015 у Wayback Machine.]
7 (20) листопада 1917 року, відповідно до Третього Універсалу Української Центральної Ради, увійшло до складу Української Народної Республіки.
12 червня 2020 року, відповідно до Розпорядження Кабінету Міністрів України № 707-р «Про визначення адміністративних центрів та затвердження територій територіальних громад Вінницької області», увійшло до складу Ямпільської міської громади.
19 липня 2020 року, в результаті адміністративно-територіальної реформи та ліквідації Ямпільського району, село увійшло до складу новоутвореного Могилів-Подільського району.

## Населення
Згідно з переписом УРСР 1989 року чисельність наявного населення села становила 1205 осіб, з яких 466 чоловіків та 739 жінок.
За переписом населення України 2001 року в селі мешкало 1135 осіб.  Населення становить 838 осіб.

### Мова
Розподіл населення за рідною мовою за даними перепису 2001 року:
| Мова       | Відсоток |
| ---------- | -------- |
| українська | 96,66 %  |
| молдовська | 1,58 %   |
| російська  | 1,32 %   |
| білоруська | 0,09 %   |
| інші       | 0,35 %   |